# Chanchamayo (provins)
Chanchamayo (spanska: Provincia de Chanchamayo) är en provins i norra delen av departementet Junín, i Peru.
Namnet på provinsen kommer från floden Chanchamayu, vars källa är i Anderna och sedan rinner norrut och tillsammans med Paucartambofloden bildar Perenéfloden.
Provinsen hade vid folkräkningen 2017 en befolkning på 151 489 personer, varav hälften bor i provinshuvudstaden, La Merced. En annan viktig stad i provinsen är San Ramón. Båda städerna ligger på västra sidan av provinsen.
Nedströms floden Perené, mot den östra sidan av provinsen, planar terrängen ut och är mer lämpad för jordbruk. Staden Bajo Pichanaqui har vuxit mycket och blivit ett lokalt centrum för jordbruksmarknader.
Chanchamayo-provinsen är känd för citrusproduktion och kaffeodling.

## Historik
De första invånarna i provinsen var Yanesha och Ashaninka. Den första rapporterade närvaron av europeer i området går tillbaka till 1635, då franciskanen fray Juan Jerónimo Jiménez grundade bosättningen San Buena Ventura de Quimiri som låg tre kilometer från Chanchamayo (La Merced).

## Indelning
Provinsen är indelad i sex distrikt, som vart och ett leds av en borgmästare (alcalde). Distrikten, med invånarantalet (2017) inom parentes, är:
| Distrikt i provinsen Chanchamayo | Distrikt i provinsen Chanchamayo |
| -------------------------------- | -------------------------------- |
| Distrikt                         | Befolkning (2017)                |
| Chanchamayo                      | 27 790                           |
| San Luis de Shuaro               | 4 157                            |
| Perené                           | 52 874                           |
| Pichanaqui                       | 39 054                           |
| San Ramón                        | 25 800                           |
| Vitoc                            | 1 814                            |
| Total                            | 151 489                          |